# Großer Preis von Japan 2013
Der Große Preis von Japan 2013 (offiziell 2013 Formula 1 Japanese Grand Prix) fand am 13. Oktober auf dem Suzuka International Racing Course in Suzuka statt und war das 15. Rennen der Formel-1-Weltmeisterschaft 2013.

## Berichte

### Hintergrund
Nach dem Großen Preis von Korea führte Sebastian Vettel in der Fahrerwertung mit 77 Punkten vor Fernando Alonso und mit 105 Punkten vor Kimi Räikkönen. In der Konstrukteurswertung führte Red Bull-Renault mit 118 Punkten vor Ferrari und mit 119 Punkten vor Mercedes.
Beim Großen Preis von Japan stellte Pirelli den Fahrern die Reifenmischungen P Zero Hard (orange) und P Zero Medium (weiß) sowie für Nässe Cinturato Intermediates (grün) und Cinturato Full-Wets (blau) zur Verfügung.
Mit Vettel (dreimal), Alonso (zweimal), Räikkönen, Lewis Hamilton und Jenson Button (jeweils einmal) traten fünf ehemalige Sieger zu diesem Grand Prix an.
Als Rennkommissare fungierten José Abed (MEX), Garry Connelly (AUS), Takashi Mitarashi (JPN) und Emanuele Pirro (ITA).
Am Renntag gedachten die Fahrer vor der Fahrerparade der am Freitag verstorbenen ehemaligen Formel-1-Testfahrerin María de Villota.

### Training
Im ersten freien Training erzielte Hamilton die Bestzeit vor seinem Teamkollegen Nico Rosberg und Vettel. Heikki Kovalainen übernahm in diesem Training den Caterham von Charles Pic. Jules Bianchi hatte einen Unfall in der zweiten Degner-Kurve. Dabei wurde sein Marussia-MR02-Chassis irreparabel beschädigt und er zog sich eine leichte Ellenbogenverletzung zu. Auslöser des Unfalls war, dass Bianchis Arm zwischen Sitzschale und Chassis eingeklemmt wurde. In weitere Unfälle waren Giedo van der Garde und Pastor Maldonado verwickelt.
Im zweiten freien Training übernahm Vettel die Führung vor seinem Teamkollegen Mark Webber und Rosberg. Sergio Pérez und Maldonado blieben bei Unfällen unverletzt.
Im dritten freien Training war Webber am schnellsten vor Hamilton und Rosberg. Vettel, der Neunter wurde, nahm am Ende nicht mehr teil, da seine KERS-Batterie gewechselt wurde. Adrian Sutil rutschte ausgangs der Spoon-Kurve in die Reifenstapel und beschädigte sich dabei den Frontflügel.

### Qualifying
Das erste Segment des Qualifyings wurde etwa drei Minuten vor Ende unterbrochen, da Jean-Éric Vergne mit brennenden Hinterradbremsen stehen geblieben war. Romain Grosjean war der schnellste Fahrer. Die Marussia- und Caterham-Piloten sowie Vergne und Sutil schieden aus. Im zweiten Abschnitt war Vettel am schnellsten. Die Williams-Piloten sowie Daniel Ricciardo, Esteban Gutiérrez, Paul di Resta und Pérez schieden aus. Im finalen Segment fuhr Webber die Bestzeit und erzielte damit seine erste Pole-Position der Saison. Es gelang ihm zudem zum ersten Mal, Vettel im Qualifying 2013 zu schlagen. Vettel wurde Zweiter, Hamilton Dritter. Vettel hatte im letzten Abschnitt des Qualifyings allerdings wie im Training KERS-Probleme und er musste im letzten Abschnitt auf die zusätzliche Leistung durch das System verzichten.
Pic und Bianchi wurden aufgrund von drei Verwarnungen aus den vorherigen Rennen mit einer Startplatzstrafe in Höhe von zehn Startplätzen belegt. Sutil wurde wegen eines vorzeitigen Getriebewechsels fünf Positionen nach hinten versetzt.
Da Pic im ersten Segment des Qualifyings eine rote Ampel überfahren hatte und er bereits beim vorherigen Rennen mit einem ähnlichen Verstoß aufgefallen war, wurde er für das Rennen mit einer Durchfahrtsstrafe belegt, die er innerhalb der ersten fünf Runden absolvieren musste. Es war das erste Mal, dass eine Durchfahrtsstrafe vor einem Rennen ausgesprochen wurde.

### Rennen
Grosjean startete vom vierten Platz am besten und übernahm direkt die Führung vor Webber und Vettel. Grosjean zog in der Innenbahn an den anderen Piloten vorbei. Vettel, der auf der rechten Seite von Hamilton und auf der linken Seite von Grosjean überholt wurde, berührte mit seinem Frontflügel den Hinterreifen von Hamilton. Dabei wurde Hamiltons Reifen und Vettels Frontflügel beschädigt. Während Vettel ohne Reparatur weiterfuhr, erlitt Hamilton einen Reifenschaden und ging nach der ersten Runde zum Reifenwechsel an die Box. Darüber hinaus gab es in der ersten Kurve eine Kollision zwischen Bianchi, Chilton und van der Garde, bei der Bianchi und van der Garde ausschieden. Van der Garde war zwischen den beiden Marussia-Piloten eingeklemmt worden, verlor seinen Frontflügel und fuhr infolgedessen in den Reifenstapel. Bei van der Gardes Aufprall wirkten mehr als 20 g auf seinen Körper. Pic absolvierte eine Durchfahrtsstrafe, die bereits vor dem Rennen ausgesprochen worden war, in der ersten Runde.
Während Grosjean das Rennen vor den beiden Red-Bull-Piloten anführte, gab Hamilton nach sieben Runden an der Box auf, da sein Fahrzeug nicht mehr intakt war und nach rechts zog. Im Mittelfeld gab es zu dieser Zeit mehrere Positionskämpfe. Räikkönen ging an Button vorbei und Rosberg, Felipe Massa, Alonso und Nico Hülkenberg lagen dicht beisammen im Duell um den vierten Platz. Ferrari forderte Massa zu diesem Zeitpunkt auf, Alonso vorbeizulassen, er ignorierte diese Order aber, da er eine Teamorder in dieser Rennphase als nicht richtig erachtete.
In der achten Runde begann die Phase der Boxenstopps. Die Spitzengruppe wartete etwas länger. Webber ging in der elften, Grosjean in der zwölften und Vettel in der 14. Runde an die Box. An den ersten drei Positionen änderte sich durch die Boxenstopps nichts. Rosberg wäre bei seinem Stopp beinahe mit Pérez kollidiert, da er zu früh losgelassen wurde. Infolgedessen erhielt er einen Durchfahrtsstrafe. Hülkenberg kam durch die Stopps an den Ferraris von Massa und Alonso vorbei und lag hinter Ricciardo, der auf der härteren Reifenmischung gestartet und noch nicht an der Box war, auf der fünften Position.
In der 20. Runde gab es in dieser Gruppe mehrere Positionsveränderungen. Hülkenberg fuhr vor der 130R an Ricciardo vorbei und auch Alonso überholte Ricciardo wenig später, nachdem er bereits an Massa vorbeigegangen war. Ebenfalls in der 130R gingen Räikkönen an Gutiérrez sowie Rosberg an Button vorbei.
In der 25. Runde ging Webber zum zweiten Mal an die Box. Er war auf einer Drei-Stopp-Strategie; im Gegensatz zu Grosjean und Vettel, die zwei Stopps geplant hatten. Grosjean ging in der 29. Runde an die Box und übergab die Führung damit an Vettel. Vettel blieb, obgleich er dieselbe Strategie wie Grosjean verfolgte, bis zur 37. Runde auf der Strecke und wechselte erst dann zum letzten Mal seine Reifen. Webber übernahm die Führung. In der Zwischenzeit hatte Ricciardo wegen eines Überholmanövers gegen Sutil, bei dem er die Strecke in der 130R verlassen hatte, eine Durchfahrtsstrafe erhalten, auch Massa musste eine Durchfahrtsstrafe absitzen, da er in der Boxengasse zu schnell gewesen war. Bei den zweiten Boxenstopps gab es bei beiden McLaren-Piloten ein Problem mit der Radmutter hinten links, sodass diese Stopps etwas länger dauerten.
Vettel holte nach seinem Stopp mit den frischeren Reifen schnell auf Grosjean auf und überholte diesen in der 41. Runde auf der Start-Ziel-Geraden. Webber, der etwa 15 Sekunden Vorsprung auf Vettel hatte, ging eine Runde später an die Box, sodass Vettel wieder die Führung des Rennens übernahm. Webber wählte für seinen letzten Stint im Gegensatz zu Vettel und Grosjean die weichere Reifenmischung. Webber schloss in den nächsten Runden ebenfalls auf Grosjean auf, kam aber zunächst nicht vorbei. In der vorletzten Runde konnte Webber Grosjean in der ersten Kurve überholen. Darüber hinaus gab es mehrere Duelle auf der Strecke. Pérez erlitt einen Reifenschaden nach einem Zweikampf mit Rosberg, bei dem sich Reifen und Frontflügel berührten. Hülkenberg wurde in den letzten zehn Runden zunächst von Alonso und kurz vor dem Ziel auch von Räikkönen überholt. In der letzten Runde ging Button an Massa vorbei.
Vettel gewann schließlich sein fünftes Rennen in Folge. Er war der sechste Pilot nach Alberto Ascari, Jack Brabham, Jim Clark, Nigel Mansell und Michael Schumacher, dem dies gelang. Webber wurde Zweiter vor Grosjean, der zum ersten Mal in dieser Saison eine Podest-Platzierung erzielte, ohne dabei von seinem Teamkollegen Räikkönen geschlagen worden zu sein. Alonso wurde Vierter und verhinderte damit den vorzeitigen Titelgewinn Vettels. Räikkönen wurde Fünfter. Die Top 10 komplettierten Hülkenberg, Gutiérrez, Rosberg, Button und Massa. Es waren Gutiérrez' erste Punkte und seine erste Top-10-Platzierung in der Formel 1.
Vettel baute seinen Vorsprung in der Fahrerweltmeisterschaft damit auf 90 Punkte vor Alonso auf. Zum Titelgewinn aus eigener Kraft fehlten Vettel zu diesem Zeitpunkt bei noch vier ausstehenden Rennen zehn Punkte. Alonso müsste zum Gewinn der Weltmeisterschaft mindestens drei der vier verbliebene Rennen gewinnen und einmal Zweiter werden, während Vettel maximal zwei Punkte holen dürfte. Auch in der Konstrukteursweltmeisterschaft blieben die ersten drei Positionen unverändert. Auch Red Bull besaß die Möglichkeit, den Weltmeistertitel beim folgenden Rennen aus eigener Kraft zu gewinnen.

#### Kommentare der ersten drei Fahrer
„Es war ein sehr lohnender Sieg heute - ein großartiges Gefühl. Ich liebe diese Strecke und es ist fantastisch hier zu gewinnen. Um ehrlich zu sein hatten wir einen grauenhaften Start. Wir haben uns auf dem dritten Platz wiedergefunden und wollten den ersten Stint danach herauszögern. Nachdem ich Romain überholt hatte, hatte ich eine großartige Traktion, und die einzige Gefahr war Mark, der hinter Romain feststeckte. Wir konnten unseren Vorsprung dann bis zum Ende halten.

Die Meisterschaft ist natürlich ein großes Ziel, aber die Saison ist immer noch sehr lang, und der beste Weg sie einzutüten, ist nicht daran zu denken. Ich bin glücklich, dass ich jetzt für eine Weile nach Hause fahren und relaxen kann, bevor wir nach Indien gehen. Das ist ein beeindruckendes Land, und ich freue mich darauf, dort in ein paar Wochen Rennen fahren zu können.“

„Wir waren ein bisschen kalt erwischt worden von Romains großartigem Start. Ich wollte Druck auf ihn ausüben, damit ich gewinnen kann. Sebastian war auf einer anderen Strategie, die sich am Ende ausgezahlt hat. Es ist schwierig zu wissen, welche Strategie die Richtige war, aber wir haben versucht, Romain zu decken. Ich habe mein Bestes gegeben, und am Ende war es ein gutes Resultat.“

„Heute war ein sehr, sehr gutes Rennen. Was ein Start! Es war klasse, so an beiden Red Bull vorbeizugehen. Das wird einer meiner besten Erinnerungen des Jahres. Das Auto war auf dem ersten Reifensatz fantastisch, und wir konnten davonziehen. Aber die Red Bull konnten uns später wieder einholen. Letzten Endes waren wir das einzige Auto, das die Bullen fast gekriegt hätte. Es war ein großartiges Heimrennen für meinen Ingenieur; es ist immer schön, nach Japan zu kommen und es ist wirklich toll, zurück auf dem Podium zu sein.“

## Meldeliste
| Team                          | Nr. | Fahrer              | Chassis           | Motor                | Reifen |
| ----------------------------- | --- | ------------------- | ----------------- | -------------------- | ------ |
| Infiniti Red Bull Racing      | 01  | Sebastian Vettel    | Red Bull RB9      | Renault 2.4 V8       | P      |
| Infiniti Red Bull Racing      | 02  | Mark Webber         | Red Bull RB9      | Renault 2.4 V8       | P      |
| Scuderia Ferrari              | 03  | Fernando Alonso     | Ferrari F138      | Ferrari 2.4 V8       | P      |
| Scuderia Ferrari              | 04  | Felipe Massa        | Ferrari F138      | Ferrari 2.4 V8       | P      |
| Vodafone McLaren Mercedes     | 05  | Jenson Button       | McLaren MP4-28    | Mercedes-Benz 2.4 V8 | P      |
| Vodafone McLaren Mercedes     | 06  | Sergio Pérez        | McLaren MP4-28    | Mercedes-Benz 2.4 V8 | P      |
| Lotus F1 Team                 | 07  | Kimi Räikkönen      | Lotus E21         | Renault 2.4 V8       | P      |
| Lotus F1 Team                 | 08  | Romain Grosjean     | Lotus E21         | Renault 2.4 V8       | P      |
| Mercedes AMG Petronas F1 Team | 09  | Nico Rosberg        | Mercedes F1 W04   | Mercedes-Benz 2.4 V8 | P      |
| Mercedes AMG Petronas F1 Team | 10  | Lewis Hamilton      | Mercedes F1 W04   | Mercedes-Benz 2.4 V8 | P      |
| Sauber F1 Team                | 11  | Nico Hülkenberg     | Sauber C32        | Ferrari 2.4 V8       | P      |
| Sauber F1 Team                | 12  | Esteban Gutiérrez   | Sauber C32        | Ferrari 2.4 V8       | P      |
| Sahara Force India F1 Team    | 14  | Paul di Resta       | Force India VJM06 | Mercedes-Benz 2.4 V8 | P      |
| Sahara Force India F1 Team    | 15  | Adrian Sutil        | Force India VJM06 | Mercedes-Benz 2.4 V8 | P      |
| Williams F1 Team              | 16  | Pastor Maldonado    | Williams FW35     | Renault 2.4 V8       | P      |
| Williams F1 Team              | 17  | Valtteri Bottas     | Williams FW35     | Renault 2.4 V8       | P      |
| Scuderia Toro Rosso           | 18  | Jean-Éric Vergne    | Toro Rosso STR8   | Ferrari 2.4 V8       | P      |
| Scuderia Toro Rosso           | 19  | Daniel Ricciardo    | Toro Rosso STR8   | Ferrari 2.4 V8       | P      |
| Caterham F1 Team              | 20  | Heikki Kovalainen   | Caterham CT03     | Renault 2.4 V8       | P      |
| Caterham F1 Team              | 20  | Charles Pic         | Caterham CT03     | Renault 2.4 V8       | P      |
| Caterham F1 Team              | 21  | Giedo van der Garde | Caterham CT03     | Renault 2.4 V8       | P      |
| Marussia F1 Team              | 22  | Jules Bianchi       | Marussia MR02     | Cosworth 2.4 V8      | P      |
| Marussia F1 Team              | 23  | Max Chilton         | Marussia MR02     | Cosworth 2.4 V8      | P      |

Anmerkungen
1. 1 2  Kovalainen fuhr den Caterham mit der Nummer 20 im ersten freien Training. Pic übernahm das Fahrzeug anschließend für das restliche Rennwochenende.

## Klassifikationen

### Qualifying
| Pos.                                                                      | Fahrer              | Konstrukteur         | Q1       | Q2       | Q3       | Start |
| ------------------------------------------------------------------------- | ------------------- | -------------------- | -------- | -------- | -------- | ----- |
| 01                                                                        | Mark Webber         | Red Bull-Renault     | 1:32,271 | 1:31,513 | 1:30,915 | 01    |
| 02                                                                        | Sebastian Vettel    | Red Bull-Renault     | 1:32,397 | 1:31,290 | 1:31,089 | 02    |
| 03                                                                        | Lewis Hamilton      | Mercedes             | 1:32,340 | 1:31,636 | 1:31,253 | 03    |
| 04                                                                        | Romain Grosjean     | Lotus-Renault        | 1:31,824 | 1:31,565 | 1:31,365 | 04    |
| 05                                                                        | Felipe Massa        | Ferrari              | 1:31,994 | 1:31,668 | 1:31,378 | 05    |
| 06                                                                        | Nico Rosberg        | Mercedes             | 1:32,244 | 1:31,764 | 1:31,397 | 06    |
| 07                                                                        | Nico Hülkenberg     | Sauber-Ferrari       | 1:32,465 | 1:31,848 | 1:31,644 | 07    |
| 08                                                                        | Fernando Alonso     | Ferrari              | 1:32,371 | 1:31,828 | 1:31,665 | 08    |
| 09                                                                        | Kimi Räikkönen      | Lotus-Renault        | 1:32,377 | 1:31,662 | 1:31,684 | 09    |
| 10                                                                        | Jenson Button       | McLaren-Mercedes     | 1:32,606 | 1:31,838 | 1:31,827 | 10    |
| 11                                                                        | Sergio Pérez        | McLaren-Mercedes     | 1:32,718 | 1:31,989 | –        | 11    |
| 12                                                                        | Paul di Resta       | Force India-Mercedes | 1:32,286 | 1:31,992 | –        | 12    |
| 13                                                                        | Valtteri Bottas     | Williams-Renault     | 1:32,613 | 1:32,013 | –        | 13    |
| 14                                                                        | Esteban Gutiérrez   | Sauber-Ferrari       | 1:32,673 | 1:32,063 | –        | 14    |
| 15                                                                        | Pastor Maldonado    | Williams-Renault     | 1:32,875 | 1:32,093 | –        | 15    |
| 16                                                                        | Daniel Ricciardo    | Toro Rosso-Ferrari   | 1:32,804 | 1:32,485 | –        | 16    |
| 17                                                                        | Adrian Sutil        | Force India-Mercedes | 1:32,890 | –        | –        | 22    |
| 18                                                                        | Jean-Éric Vergne    | Toro Rosso-Ferrari   | 1:33,357 | –        | –        | 17    |
| 19                                                                        | Max Chilton         | Marussia-Cosworth    | 1:34,320 | –        | –        | 18    |
| 20                                                                        | Charles Pic         | Caterham-Renault     | 1:34,556 | –        | –        | 20    |
| 21                                                                        | Giedo van der Garde | Caterham-Renault     | 1:34,879 | –        | –        | 19    |
| 22                                                                        | Jules Bianchi       | Marussia-Cosworth    | 1:34,958 | –        | –        | 21    |
| 107-Prozent-Zeit: 1:38,251 min (bezogen auf Q1-Bestzeit von 1:31,824 min) |                     |                      |          |          |          |       |

Anmerkungen
1. ↑  Sutil wurde aufgrund eines Getriebewechsels um fünf Positionen nach hinten versetzt.
2. ↑  Pic wurde wegen drei Verwarnungen aus den vorherigen Rennen um zehn Positionen nach hinten versetzt.
3. ↑  Bianchi wurde wegen drei Verwarnungen aus den vorherigen Rennen um zehn Positionen nach hinten versetzt.

### Rennen
| Pos. | Fahrer              | Konstrukteur         | Runden | Zeit        | Start | Schnellste Runde |
| ---- | ------------------- | -------------------- | ------ | ----------- | ----- | ---------------- |
| 01   | Sebastian Vettel    | Red Bull-Renault     | 53     | 1:26:49,301 | 02    | 1:35,317 (39.)   |
| 02   | Mark Webber         | Red Bull-Renault     | 53     | + 7,129     | 01    | 1:34,587 (44.)   |
| 03   | Romain Grosjean     | Lotus-Renault        | 53     | + 9,910     | 04    | 1:35,991 (48.)   |
| 04   | Fernando Alonso     | Ferrari              | 53     | + 45,605    | 08    | 1:35,877 (39.)   |
| 05   | Kimi Räikkönen      | Lotus-Renault        | 53     | + 47,325    | 09    | 1:35,516 (35.)   |
| 06   | Nico Hülkenberg     | Sauber-Ferrari       | 53     | + 51,615    | 07    | 1:36,482 (33.)   |
| 07   | Esteban Gutiérrez   | Sauber-Ferrari       | 53     | + 1:11,630  | 14    | 1:36,499 (50.)   |
| 08   | Nico Rosberg        | Mercedes             | 53     | + 1:12,023  | 06    | 1:34,650 (46.)   |
| 09   | Jenson Button       | McLaren-Mercedes     | 53     | + 1:20,821  | 10    | 1:35,549 (53.)   |
| 10   | Felipe Massa        | Ferrari              | 53     | + 1:29,263  | 05    | 1:37,001 (30.)   |
| 11   | Paul di Resta       | Force India-Mercedes | 53     | + 1:38,572  | 12    | 1:37,407 (41.)   |
| 12   | Jean-Éric Vergne    | Toro Rosso-Ferrari   | 52     | + 1 Runde   | 17    | 1:35,895 (52.)   |
| 13   | Daniel Ricciardo    | Toro Rosso-Ferrari   | 52     | + 1 Runde   | 16    | 1:35,020 (52.)   |
| 14   | Adrian Sutil        | Force India-Mercedes | 52     | + 1 Runde   | 22    | 1:37,367 (29.)   |
| 15   | Sergio Pérez        | McLaren-Mercedes     | 52     | + 1 Runde   | 11    | 1:35,845 (46.)   |
| 16   | Pastor Maldonado    | Williams-Renault     | 52     | + 1 Runde   | 15    | 1:37,423 (30.)   |
| 17   | Valtteri Bottas     | Williams-Renault     | 52     | + 1 Runde   | 13    | 1:37,856 (43.)   |
| 18   | Charles Pic         | Caterham-Renault     | 52     | + 1 Runde   | 20    | 1:37,489 (51.)   |
| 19   | Max Chilton         | Marussia-Cosworth    | 52     | + 1 Runde   | 18    | 1:38,713 (45.)   |
| –    | Lewis Hamilton      | Mercedes             | 7      | DNF         | 03    | 1:41,202 (03.)   |
| –    | Giedo van der Garde | Caterham-Renault     | 0      | DNF         | 19    | –                |
| –    | Jules Bianchi       | Marussia-Cosworth    | 0      | DNF         | 21    | –                |

## WM-Stände nach dem Rennen
Die ersten zehn des Rennens bekamen 25, 18, 15, 12, 10, 8, 6, 4, 2 bzw. 1 Punkt(e).

### Fahrerwertung
| Pos. | Fahrer           | Konstrukteur         | Punkte |
| ---- | ---------------- | -------------------- | ------ |
| 01   | Sebastian Vettel | Red Bull-Renault     | 297    |
| 02   | Fernando Alonso  | Ferrari              | 207    |
| 03   | Kimi Räikkönen   | Lotus-Renault        | 177    |
| 04   | Lewis Hamilton   | Mercedes             | 161    |
| 05   | Mark Webber      | Red Bull-Renault     | 148    |
| 06   | Nico Rosberg     | Mercedes             | 126    |
| 07   | Felipe Massa     | Ferrari              | 90     |
| 08   | Romain Grosjean  | Lotus-Renault        | 87     |
| 09   | Jenson Button    | McLaren-Mercedes     | 60     |
| 10   | Nico Hülkenberg  | Sauber-Ferrari       | 39     |
| 11   | Paul di Resta    | Force India-Mercedes | 36     |

| Pos. | Fahrer              | Konstrukteur         | Punkte |
| ---- | ------------------- | -------------------- | ------ |
| 12   | Adrian Sutil        | Force India-Mercedes | 26     |
| 13   | Sergio Pérez        | McLaren-Mercedes     | 23     |
| 14   | Daniel Ricciardo    | Toro Rosso-Ferrari   | 18     |
| 15   | Jean-Éric Vergne    | Toro Rosso-Ferrari   | 13     |
| 16   | Esteban Gutiérrez   | Sauber-Ferrari       | 6      |
| 17   | Pastor Maldonado    | Williams-Renault     | 1      |
| 18   | Valtteri Bottas     | Williams-Renault     | 0      |
| 19   | Jules Bianchi       | Marussia-Cosworth    | 0      |
| 20   | Charles Pic         | Caterham-Renault     | 0      |
| 21   | Giedo van der Garde | Caterham-Renault     | 0      |
| 22   | Max Chilton         | Marussia-Cosworth    | 0      |

### Konstrukteurswertung
| Pos. | Konstrukteur         | Punkte |
| ---- | -------------------- | ------ |
| 01   | Red Bull-Renault     | 445    |
| 02   | Ferrari              | 297    |
| 03   | Mercedes             | 287    |
| 04   | Lotus-Renault        | 264    |
| 05   | McLaren-Mercedes     | 83     |
| 06   | Force India-Mercedes | 62     |

| Pos. | Konstrukteur       | Punkte |
| ---- | ------------------ | ------ |
| 07   | Sauber-Ferrari     | 45     |
| 08   | Toro Rosso-Ferrari | 31     |
| 09   | Williams-Renault   | 1      |
| 10   | Marussia-Cosworth  | 0      |
| 11   | Caterham-Renault   | 0      |